# Вессельбуренерког
Вессельбуренерког (нем. Wesselburenerkoog) — община в Германии, в земле Шлезвиг-Гольштейн.
Входит в состав района Дитмаршен. Подчиняется управлению КЛьГ Вессельбурен. Население составляло 169 человек по данным на 31 декабря 2023 года. 
Занимает площадь 21,88 км².
Коммуна подразделяется на 2 сельских округа.

## Известные уроженцы
- Виш, Теодор (1907 — 1995) — бригадефюрер СС и генерал-майор Waffen SS.